# Riserva naturale stagno di Holay
La riserva naturale stagno di Holay, qualche volta ortografato Holey (pronuncia fr. ɔlɛ), è una piccola area naturale protetta della regione Valle d'Aosta istituita nel 1993.
La riserva occupa una superficie di 1,45 ha nel territorio del comune di Pont-Saint-Martin, nei pressi del castello di Suzey.

## Storia

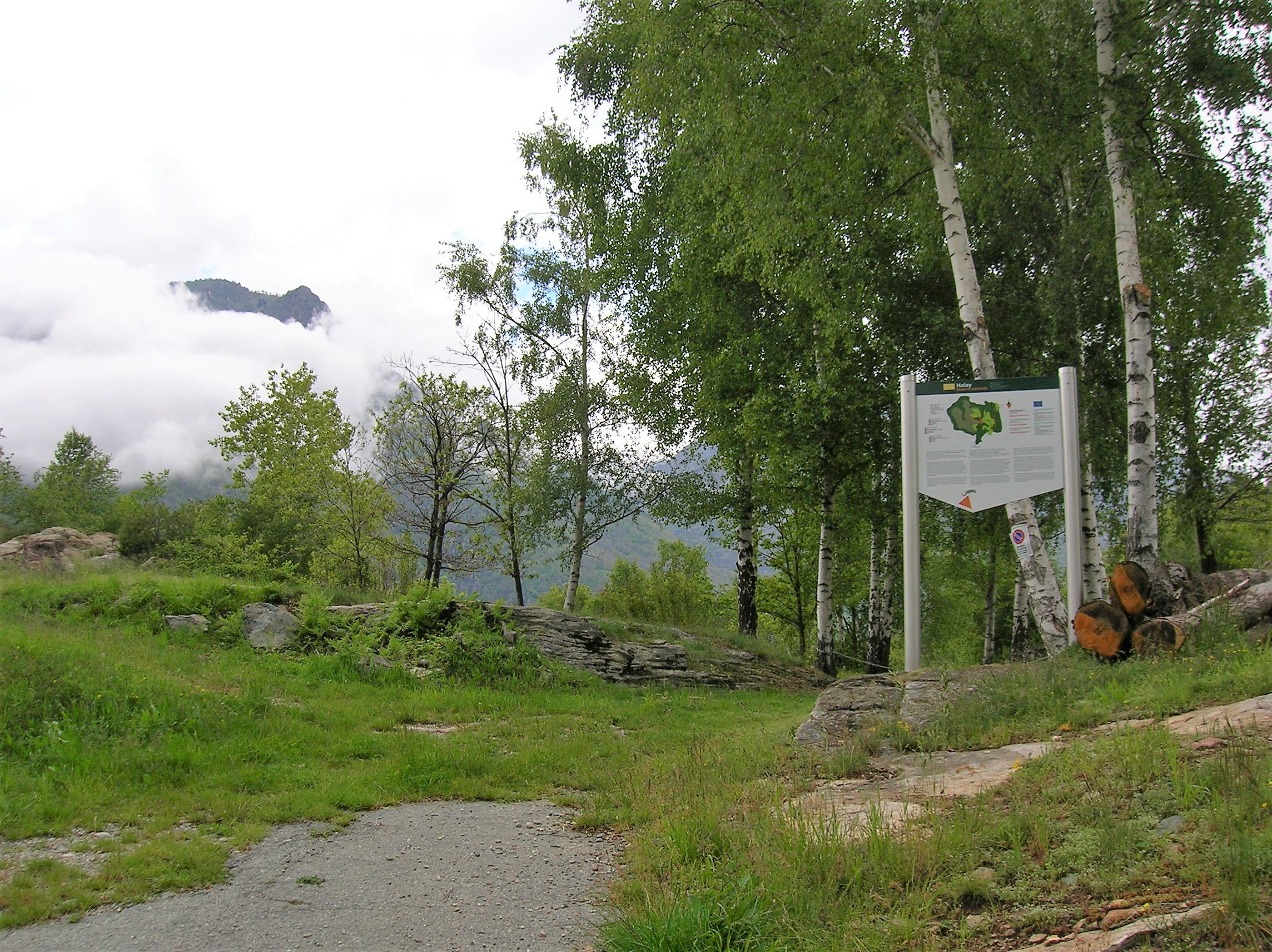
Il pannello informativo lungo il sentiero per lo stagno.

La riserva naturale è stata istituita negli anni Novanta del Novecento, insieme a varie altre aree protette valdostane; il D.P.G.R 512 del 22 aprile 1993 la affida in gestione all'Assessorato regionale Agricoltura e Risorse Naturali - Dipartimento risorse naturali.
Nel 2005, intorno alla zona umida è stato istituito anche la zona speciale di conservazione per coprire un'area più estesa di 3 ha. Lo stagno di Holay (codice SIC IT1203060) è stato approvato come sito Natura 2000 con il Decreto 25/3/2005, pubblicato sulla Gazzetta Ufficiale della Repubblica Italiana n. 157 dell'8 luglio 2005 e predisposto dal Ministero dell'Ambiente e della Tutela del Territorio e del Mare ai sensi della direttiva CEE.

## Territorio
La riserva naturale è posta a protezione della zona umida dello stagno di Holay, a 750–790 m s.l.m., dove si conservano specie relitte di flora e fauna, rare in Valle d'Aosta.

## Fauna
Tra gli anfibi, notevole interesse suscitano il Tritone punteggiato (Lissotriton vulgaris) e il Tritone crestato (Triturus cristatus), di cui non è nota la presenza in altre aree valdostane.

## Flora
Da notare la presenza della Lisca maggiore (Typha latifolia) e della Cannuccia di palude (Phragmites australis). La riserva protegge inoltre le uniche stazioni valdostane di Isolepis setacea e di Lythrum portula.